# Каянгел

Каянгел (Нгчеангель) — найпівнічніший штат Палау на відстані 24 км (15 миль) на півночі від Корорських островів. Площа землі сягає близько 1,4 км² (0,54 кв. Км). Населення становить 138 (перепис 2000 р.). Держава складається з трьох атолів у різних станах розвитку:
Атоли (Коралові острова) Каянгелу (Нгчеангел), єдиний заселений атол штату Каянгел, з більшістю (99 %) сухопутної території штату Каянгел, знаходиться на 08 ° 04'N 134 ° 42'Є, близько 35 км (22 миль) на півночі острова Бабелтхуап, головний острів є Палау, але лише 3 км (1,9 милі) на півночі від бар'єрного рифу Бабелтвуап. Атолл становить близько 7,2 км (4,5 милі) північ-південь і 3,7 км (2,3 м) шириною, загальною площею 20 км² (7,7 км), включаючи лагуну. Лагуна має середню глибину 6 м (20 футів) і максимальну глибину 9,6 м (31 футів), і близько 25 великих вершин можна виявити з аерофотознімків. Дно лагуни покрите морським піском. На західній стороні атолу є невеликий прохід для човнів у лагуну, глибиною від 2 до 4 метрів (7-13 футів), який називається Улач. Різноманітність і багатство коралів у лагуні невелике. Біля проходу зустрічаються великі риби, дельфіни та морські черепахи.
На східному та південному краях овальної форми атолу з півночі на південь розташовані чотири густо-лісових острівців: Каянгел, Нґеріус, Нгеребелас та Орак.
Географія та невелика розповідь про острів
Острів Каянгел (також званий Нгчеангел або Нгаянгел), є найбільшим та єдиним населеним островом Каянгел атолів та штатів Каянгел. Довжина з півночі-південь складає 2570 м (8 430 футів), ширина — від 270 м на півдні до 700 м — на півночі. Площа землі складає близько 98 га (240 акрів). Існує п'ять сіл, в основному орієнтовані на західний берег (сторона лагуни). Вони простягаються з півночі на південь понад 1,5 км (0,93 милі) і є не чітко відокремленими один від одного. Села дуже малі за будь-якими стандартами, з урахуванням сукупного населення лише 138 жителів. Разом вони становлять столицю штату Каянгел (Нгчеангел). З півночі на південь:
Орукей
Ділонг

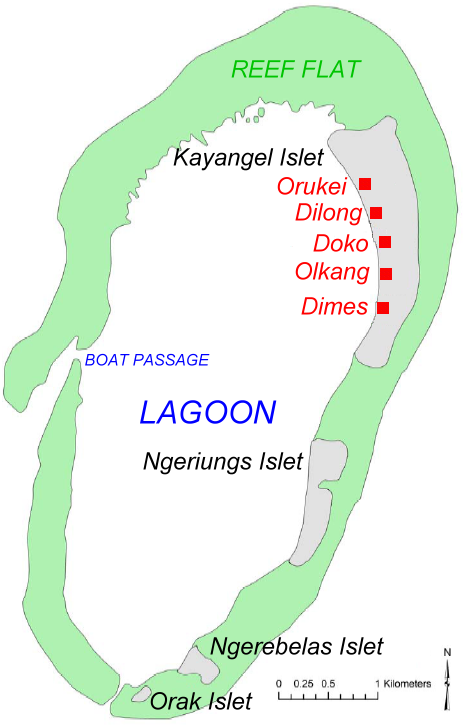

Доко (з довжиною 130 м (430 футів) довга пристань на захід до лагуни)
Олканг
Дімес
Єдина влада на острові походить від сонячних панелей або персональних генераторів. Є одна маленька школа, що йде з К-9 класів та невелика бібліотека. Єдиний шопінг на острові — це невеликий загальний магазин, інакше островитяни захоплюють океан або ростуть на землі. Є кілька способів дістатися до острова. Один з них — це швидкісний катер острова, що займає близько двох годин, але це, як правило, потребує ремонту. Більш надійними режимами є або місцевий рибалка, або компанія, що занурюється, яка регулярно здійснює екскурсії до острова, щоб пірнути з рифів навколо острова.
Географія островів що знаходяться поруч
Острів Нгеріус
Острів Нгеріус, близько 820 м (2690 футів) на південь від острова Каянгел, становить 1350 м (4 430 футів) на північ-південь і має ширину від 130 м (430 футів) на півдні і 380 м (1250 футів) на північ, що дорівнює площі суші 27 га (67 акрів). Є невеликий кемпінг.
Острів Нгебебелас
Острів Нгебебелас, поблизу південної верхівки атолу Каянгел, близько 1200 м (південний захід) від південно-західного краю острова Нгеріус, має розмір 400 м (1300 м) схід-захід на 370 м (1,210 футів) на північний- південь, площа суші 12 га (30 акрів).
Острів Орак
Оракський острів знаходиться, на південній околиці атолу Каянгел, близько 290 м (950 футів) на північний захід від південно-західного кінця острова Нгебебелас, становить 210 м (690 футів) довжиною південний захід — північний схід і 90 м (300 футів) завширшки. З Площею 1,5 га (3,7 акрів) — це найменша з чотирьох островів Каянгельського атолу.
Нгараунген Рифи
```

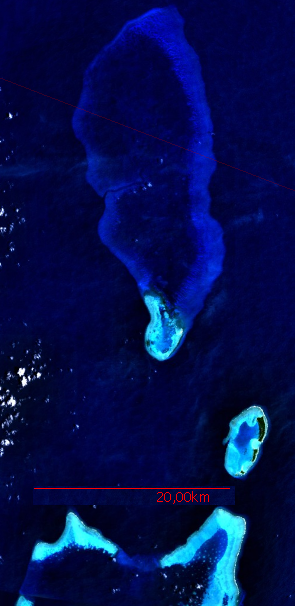

Риф, розташований на 08 ° 10'N 134 ° 38'Є, є початковим атолом, що знаходиться на відстані 8,7 км (5,4 милі) на північний захід від атолу Каянгел, і відокремлений від неї через дуже прозорий прохід Нгарунгл (від 629 до 786 метрів (від 2,064 до 2,579 футів) на відстані 2 км (1,2 милі) від кожного атолу) та 8 км (5,0 милі) широкого проходу. Атол становить 5,4 км (3,4 милі) на північ-південь і від 1,8 км (1,1 милі) шириною на півночі до 3,7 км (2,3 м) на півдні і в середньому близько 3 км (1,9 милі). Загальна площа, включаючи лагуну, становить 15 км² (5,8 кв. Км). Лагуна мала,її середня глибина 6 м (20 футів), має близько 115 вершин вершин та патчів, а також прохід човна через північно-східну частину бар'єрного рифу. Підлога лагуни покрита товстими піщаними відкладеннями та заростями смуги Акропора. Риф захищений Нгаравангельським заповідником.
```

Острів Нгаруанген
На самому східному пункті є один маленький, неплідний і безлюдний острів, острів Нгаруангель, у центрі східного краю атолу. Острів Нгаруангель — північ-південь на висоті 200 м, довжина північ-південь від 65 м, а на півночі — 105 м. (344 фута). На острові розташована піщана коса, яка вказує на південний захід у лагуну, довжиною 75 м, довжиною 20 м (66 футів). Загальна площа острова — 1,5 га (3,7 акрів).
Острів складається майже цілком з штук грубого коралового каменю, розкинутого серфом. Більшість частин є грубими або гострими і в основному мають тип «Acropora reticulata» або аналогічну форму. Пісок та піщаний гравій обмежуються стороною лагуни та південним кінцем. Висота — трохи менше одного метра над припливом.
На острові немає рослинності. Тварини представлені численними морськими крановими мухами. Багато птахів «Tern».
Риф Веласко
Рифи Веласко, розташовані за адресою 08 ° 20'29 «N 134 ° 36'45» E, — затонулий атолл на півночі від рифів Нгарунгл, круто піднімаючись із навколишнього морського дна, 2000 метрів (6 600 футів) глибоко. Він не є чітко відокремленим від Нгаруангських рифів і з'являється у вигляді великого, але затонутого північного поширення на супутникових знімках. Він простягається на північ на відстані більше 30 км (19 миль) і до ширини до 14 км (8,7 милі), що дає йому овальну форму, площею близько 330 км² (130 кв. Км). Значна частина рифу не показана. Центральна депресія (лагуна) знаходиться в глибині від 31 до 55 м (102—180 футів), а глибини уздовж обода (зовнішні краї) від 11,9 до 22 м (від 39 до 72 футів) (загалом від 15 до 20 м (від 49 до 66 футів)), на яких є перепади, коли сильні припливні течії. Витрата важких хвиль обмежує різноманіття коралів та покриває риф Веласко.
Освіта
Міністерство освіти здійснює діяльність державних шкіл.
Початкова школа JFK Каянгел була побудована в 1965 році; Спочатку студенти почали заняття в бай. Це полегшило школи в Бабелдаоб, оскільки студенти Каянгелу раніше відвідували ці школи. Початкова школа Нгаарард в Нгаарарді раніше служила Каянгелу.
| Палау | Це незавершена стаття з географії Палау. Ви можете допомогти проєкту, виправивши або дописавши її. |